# Histoires de voyages dans l'espace
Histoires de voyages dans l’espace est le dix-huitième tome, et le sixième volume de la deuxième série, de La Grande Anthologie de la science-fiction.
Préfacé par Gérard Klein, il réunit douze nouvelles et a été publié en 1983.

## Publication
- Gérard Klein (dir.), Histoires de voyages dans l’espace, Le Livre de poche n°3780, 1983, 444 p., 11 × 16,5 cm  (ISBN 2-253-03150-X).

## Extrait de la préface
« Pendant des milliers, peut-être des dizaines de milliers d’années, l’être humain s’est répandu sur toute la surface de la Terre au point d’en occuper les recoins apparemment les moins hospitaliers et d’inventer des cultures qui lui permettent, du Groenland au Kalahari, du désert australien aux immensités salées du Pacifique, de survivre et même de vivre bien selon les critères locaux. Pendant quelques siècles, il s’est cru arrêté aux frontières de son monde et il n’a fait que redécouvrir, sans grands égards pour les premiers occupants. Et à présent que, somme toute, les limites de l’atmosphère ne lui apparaissent enfin plus comme une barrière infranchissable, il songe déjà — et s’emploie – à se disséminer dans l’espace. »
— Extrait de la préface

## Nouvelles

### Kaléidoscope
- Titre original : Kaleidoscope
- Nouvelle traduite de l’anglais par Constantin Andronikof, initialement parue dans Thrilling Wonder Stories, octobre 1949
- Auteur : Ray Bradbury
- Résumé :  Après l’explosion de leur vaisseau, les membres de l’équipage dérivent dans l’espace sans espoir de survie. Face à ce destin, chacun réagit à sa manière, résignée ou provocatrice.

### Les Spécialisés
- Titre original : Specialist
- Nouvelle traduite de l’anglais par Marcel Battin, initialement parue dans Galaxy Science Fiction n°30, mai 1953
- Auteur : Robert Sheckley

### Objets perdus
- Titre original : Things Lost
- Nouvelle traduite de l’anglais par Frank Straschitz, initialement parue dans Again, Dangerous Visions, 1972
- Auteur : Thomas M. Disch
- Résumé :  Au cours d’un long voyage interstellaire, les passagers, immortels, apprennent à vivre ensemble et à se connaître.

### La Poussière des étoiles
- Titre original : Stardust
- Nouvelle traduite de l’anglais par Paul Hébert, initialement parue dans Astounding Science Fiction n°260, juillet 1952
- Auteur : Chad Oliver
- Résumé : Un vaisseau interstellaire d’ancienne génération, en perdition car saboté, est assisté par un astronef naviguant en hyperespace pour terminer son voyage, à l’issue duquel l’équipage pionnier sera considéré en héros.

### La Dame aux étoiles
- Titre original : The Lady Who Sailed the Soul
- Nouvelle traduite de l’anglais par Michel Demuth, initialement parue dans Galaxy Magazine n°104, avril 1960
- Auteur : Cordwainer Smith
- Résumé :  Suivant son modèle pionnier masculin, une pilote d’astronef conduit, sur une durée de quarante ans, une cargaison humaine vers une nouvelle Terre.

### Le Naufrage du vaisseau John B.
- Titre original : The Wreck of the Ship John B.
- Nouvelle traduite de l’anglais par Colette M. Tanguy, initialement parue dans Playboy, juin 1967
- Auteur : Frank M. Robinson
- Résumé :  Dans un vaisseau automatisé où l’équipage n’a qu’un rôle mineur, un choc peut être nécessaire pour éviter la lassitude, l’animosité et enfin le désespoir.

### Le Vaisseau qui chantait
- Titre original : The Ship Who Sang
- Nouvelle traduite de l’anglais par Élisabeth Gille, initialement parue dans The Magazine of Fantasy & Science Fiction n°119, avril 1961. Elle sera par la suite réunie avec cinq autres nouvelles pour former le roman du même nom, paru en 1969.
- Auteur : Anne McCaffrey
- Résumé : Helva est une cyborg, à la fois une humaine et un vaisseau spatial. Dans cet univers, des nouveau-nés souffrant de handicaps physiques, mais au cerveau intact, peuvent devenir des cyborgs qui piloteront des vaisseaux spatiaux. Selon Christopher Priest, ce récit profondément personnel ferait écho au décès du père de l'auteur, colonel de l'armée américaine[1].

### Le Pantomorphe
- Titre original : The Pliable
- Nouvelle traduite de l’anglais par Bruno Martin, initialement parue dans The Magazine of Fantasy & Science Fiction n°60, mai 1956
- Auteur : Daniel F. Galouye
- Résumé :  Une créature extraterrestre malléable devient l’instrument de l’extermination consciente, puis inconsciente, de l’équipage d’un vaisseau.

### L'Impossible Étoile
- Titre original : The Impossible Star
- Nouvelle traduite de l’anglais par Pierre Billon, initialement parue dans Worlds of Tomorrow n°3, août 1963.
- Auteur : Brian Aldiss
- Résumé :
  - La nouvelle commence par une phrase qu’Eddy Sharn inscrit dans son journal intime : « Lorsque les conditions physiques s'écartent de la normale, la raison humaine tend à glisser vers la folie ». Quatre astronautes (le capitaine Bill Dominguey, Eddy Sharn, Jim Baron et Ike Malravin) sont à bord d'un vaisseau spatial qui connaît de graves avaries. Ils sont contraints de se poser à la surface du plus proche corps stellaire, à savoir un planétoïde. Or ce planétoïde est lui-même en orbite autour d'une étoile hypermassive, d'un diamètre de 400 millions de kilomètres, qu'ils appellent Bertha et dont la masse courbe l'espace-temps et influence l'esprit des astronautes. Ceux-ci deviennent irritables et sont effrayés par leur avarie et leur situation problématique ; l'un d'eux, Baron, pense même qu'ils sont déjà morts ou en état comateux : selon lui, ce qu'ils voient serait une hallucination.
  - Les astronautes tentent de réparer le vaisseau et d'appeler au secours un autre vaisseau d'exploration. L'un d'eux découvre néanmoins que le planétoïde n'est pas un corps en orbite autour de Bertha, mais qu'il a été capté par la gravité de l'étoile : en réalité, il fonce droit vers les entrailles de l'astre ! Dominguey va à l'extérieur faire des réparations ; à son retour, il découvre Baron assassiné, un couteau planté en plein cœur. Qui est devenu meurtrier ? Les trois astronautes s'accusent réciproquement et en viennent aux mains. Durant la bagarre, Dominguey repousse brutalement Malravin qui, heurtant de la tempe un coin aigu de table, meurt peu après. Ils ne sont plus que deux astronautes vivants à bord du vaisseau : Sharn et Dominguey. Ce dernier, avec l'aide d'une arme laser, ordonne à Sharn d'écrire des aveux. Sharn conteste fermement avoir tué Baron, mais sous la menace est obligé de s'exécuter. Puis Dominguey l'oblige à revêtir son scaphandre spatial et à quitter le vaisseau.
  - Peu de temps après, Dominguey fait décoller le vaisseau et quitte le planétoïde, laissant Sharn seul à la surface. Le planétoïde se met à tourner de plus en vite sur lui-même, et se dirige à vive allure vers l'étoile hypermassive, entraînant Sharn dans la mort. Le lecteur ignorera jusqu'au bout qui avait tué Baron.
- Liens externes :
  - Sur Noosfère
  - Sur iSFdb

### L'Étoile noire
- Titre original : To the Dark Star
- Nouvelle traduction de Guy Abadia et Pierre-Paul Durastanti, initialement parue en 1968 dans The Farthest Reaches
- Auteur : Robert Silverberg

### Les Opérateurs humains
Ne doit pas être confondu avec Les Opérateurs humains.
- Titre original : The Human Operators
- Nouvelle traduite de l’anglais par Bruno Martin, initialement parue dans The Magazine of Fantasy & Science Fiction n°236, janvier 1971
- Auteurs : Harlan Ellison et A. E. van Vogt
- Résumé : Des vaisseaux spatiaux règnent sur l'univers et les humains n'en sont plus que les esclaves qui effectuent leur maintenance. Un jour, l'un d'eux découvre l'amour.

### Oiseau de printemps
- Titre original : Early Bird
- Nouvelle traduite de l’anglais par Jacques Polanis, initialement parue dans Astounding : John W. Campbell Memorial Anthology, 1973
- Auteurs : Theodore Cogswell et Theodore L. Thomas (en)
- Résumé :  L’accouplement entre un patrouilleur moderne et un être à la fois organique et mécanique aboutit à l’enfantement d’un vaisseau évolué capable de battre l’ennemi.